# Lurøy kommun
Lurøy kommun (norska: Lurøy kommune) är en kommun i Nordland fylke i norra Norge. Kommunen ligger längs kusten i landskapet Helgeland, precis söder om norra polcirkeln, på Saltfjällets västra sluttning. Bebyggelsen på ön Onøya utgör kommunens centralort.

## Etymologi
Kommunens (ursprungligen socknens) namn kommer av ön Lurøya, då den första kyrkan byggdes där. På fornnordiska skrivs namnet Lúðrøy, där "lúðr" betyder ihålig timmerstock och "øy" ö.

## Administrativ historik
Lurøy kommun grundades den 1 januari 1838 och delades 1872 då den nya kommunen Træna kommun grundades.

## Tätorter
I Lurøy kommun finns en tätort:
- Lovund

## Socknar
Inom Norska kyrkan är Lurøy kommun indelad i två socknar:
- Aldersunds socken
- Lurøy socken

Socknarna ingår i Nord-Helgelands prosteri i Sør-Hålogalands stift.